# فیلم (مجله لهستانی)
فیلم (لهستانی: Film) یک مجلهٔ لهستانی دربارهٔ سینما و فیلم است که از سال ۱۹۴۶ منتشر می‌شود. این مجله در سال‌های آغازین به صورت دو ماه یکبار و امروزه به‌صورت ماهیانه منتشر می‌شود. بنیان‌گذران اولیهٔ این مجله، «یرژی گیژتسکی»، «زبیگنیف پیترا»، «تادئوش کوالسکی» و «لئون بوکوویتسکی» بودند.